# Greymouth
Greymouth (/ˈɡɹeɪmaʊθ/, en maori de Nouvelle-Zélande : Māwhera) est une ville de l’île du Sud de Nouvelle-Zélande. C'est la plus grande ville de la région de West Coast et le siège du département de Grey. En juin 2014, sa population était estimée à 9 870 habitants. Une portion importante du département (65%) fait partie de l'effort de Préservation du Patrimoine géré par le Ministère de la Conservation, faisant de Greymouth un point central naturel pour les amateurs de randonnée.

## Géographie et transports

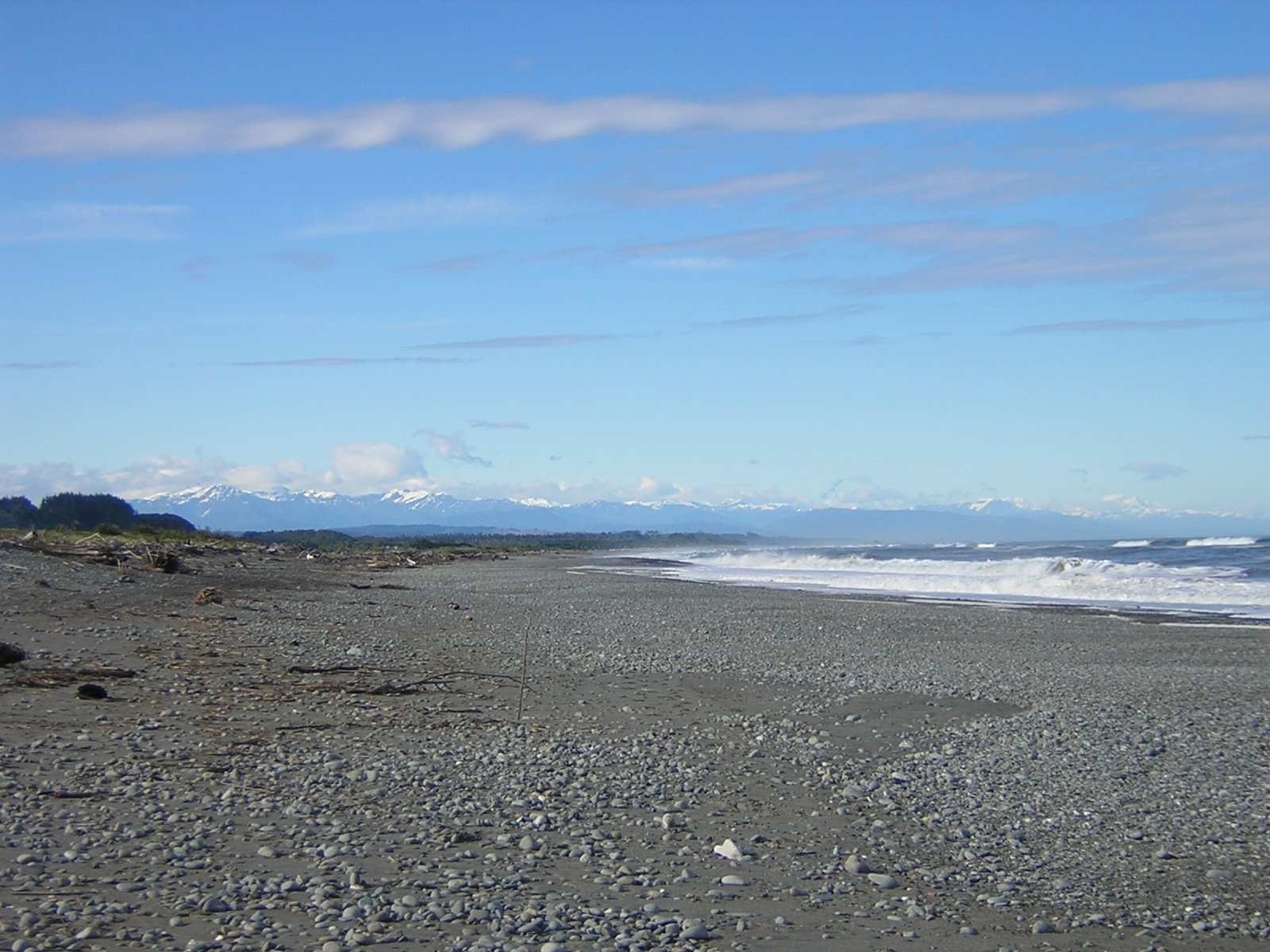
L'Aoraki/Mont Cook et d'autres montagnes vus depuis la plage de Greymouth.

La ville se trouve à l’embouchure du fleuve Grey, sur une étroite plaine côtière au pied des Alpes du Sud. Par temps clair, l'Aoraki/Mont Cook est visible en direction du sud.
La Grey divise la ville en trois : Blaketown, proche de l'estuaire sur la rive sud, Karoro au sud-est, séparée de Blaketown par une série de petits lacs d'estuaire, et Cobden, sur la rive nord, qui constituait jadis une ville distincte.
Greymouth se trouve sur l'autoroute néo-zélandaise 6 (en), qui la relie à Hokitika au sud et Westport au nord. Elle est aussi le terminus de l'autoroute néo-zélandaise 7 (en), transversale, qui traverse Dobson et Reefton, puis Lewis Pass (en) pour atteindre la région de Canterbury et rejoindre l'autoroute 1 à Waipara (55 km au nord de Christchurch). Elle est aussi le terminus ferroviaire de la Midland Line, qui la relie à Christchurch. Cette ligne est régulièrement empruntée par de grands trains de charbon, ainsi que par les trains de passager de la fameuse TranzAlpine (en). Il existe aussi un aéroport, à 1,9 km au sud du centre-ville.

## Histoire
Les Māori, déjà présents sur le site longtemps avant l’arrivée des Européens, nommaient l’endroit Mawhera (ce qui signifie « large embouchure de fleuve », nom toujours utilisé comme autre appellation pour le fleuve Grey). Le premier Européen à visiter le site de l'actuelle Greymouth est Thomas Brunner en 1846. Brunner a découvert du charbon dans la vallée de la Grey et laissé son nom à plusieurs endroits de la région, notamment la ville de Brunner et le lac Brunner. Brunner lui-même nomme le fleuve Grey River, d’après l’éminent homme politique de Nouvelle-Zélande sir George Grey (1812-1898). La ruée vers l'or en Nouvelle-Zélande, qui vit l'arrivée des premiers colons blancs, et l’exploitation des mines de charbon furent très attractifs pour les pionniers occidentaux .
De 1853 à l’abolition des provinces en 1876, Greymouth fait d’abord partie de la province de Canterbury (en) (sa partie de la côte ouest est alors connue sous le nom de Canterbury ouest) puis de la province de Westland (en) à partir de 1868. Cobden, sur la rive nord (ou droite) de la Grey, fait alors partie de la province de Nelson (en) (de 1853 à 1876). Greymouth tente même à cette époque d’intégrer la province de Nelson, mais finalement sans succès.

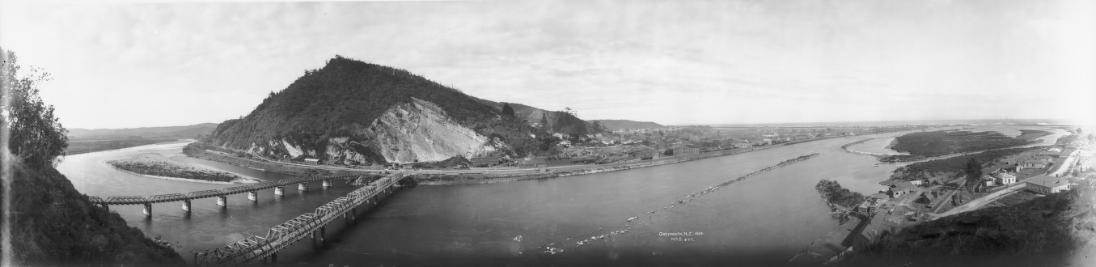
Panorama de Greymouth en 1924.

L’histoire de Greymouth s’articule autour de l’extraction du charbon et de l’or. Quand l’industrie minière a commencé à décliner, l’exploitation forestière est devenue un relais de croissance. La pêche est également importante pour la ville, et depuis longtemps, bien que l’entrée de la Grey comporte deux dangereux bancs de sable.
Greymouth comporte également un affût historique datant de la Seconde Guerre mondiale à Cobden. Le conseil du district de Grey a démoli une partie du site en 2007, sans consultation, pour créer un nouvel égout.
Le 10 mars 2005, une tornade importante, qui avait démarré comme une trombe marine, a provoqué des glissements de terrain à Blaketown, une banlieue de Greymouth. La coulée s’est frayé un chemin vers la ville passant juste au sud du centre-ville. Cette tornade, une des plus importantes de l’histoire récente de la West Coast, a provoqué des millions de dollars néo-zélandais de dégâts et blessé plusieurs personnes.
En novembre 2010, une série de coups de grisou à la mine de Pike River, ouverte depuis deux ans, a causé la mort de 29 mineurs. Leurs corps n'ont pas été récupérés et pourraient ne jamais l'être.

### Inondations
La ville de Greymouth était régulièrement inondée par la rivière Grey. Depuis les années 1860, la ville avait été inondée près de deux douzaines de fois. Lorsque la ville fût sous l'eau deux fois durant l'année 1988, Barry Dallas qui était le maire de Greymouth à l'époque, débuta le projet ambitieux de construire une digue pour éviter de futures inondations. Depuis l'achèvement du projet, la ville n'a plus connue d'inondations.

## Économie
Les principaux secteurs industriels de la ville sont la pêche, l’industrie minière, la sylviculture et l’écotourisme, ces deux derniers entretenant parfois des relations houleuses l’une avec l’autre. Les Pancake Rocks à Punakaiki, à 45 km au nord, sont un point d’attraction touristique tandis que de nombreux autres touristes transitent par Greymouth vers ou en provenance des glaciers plus au sud.

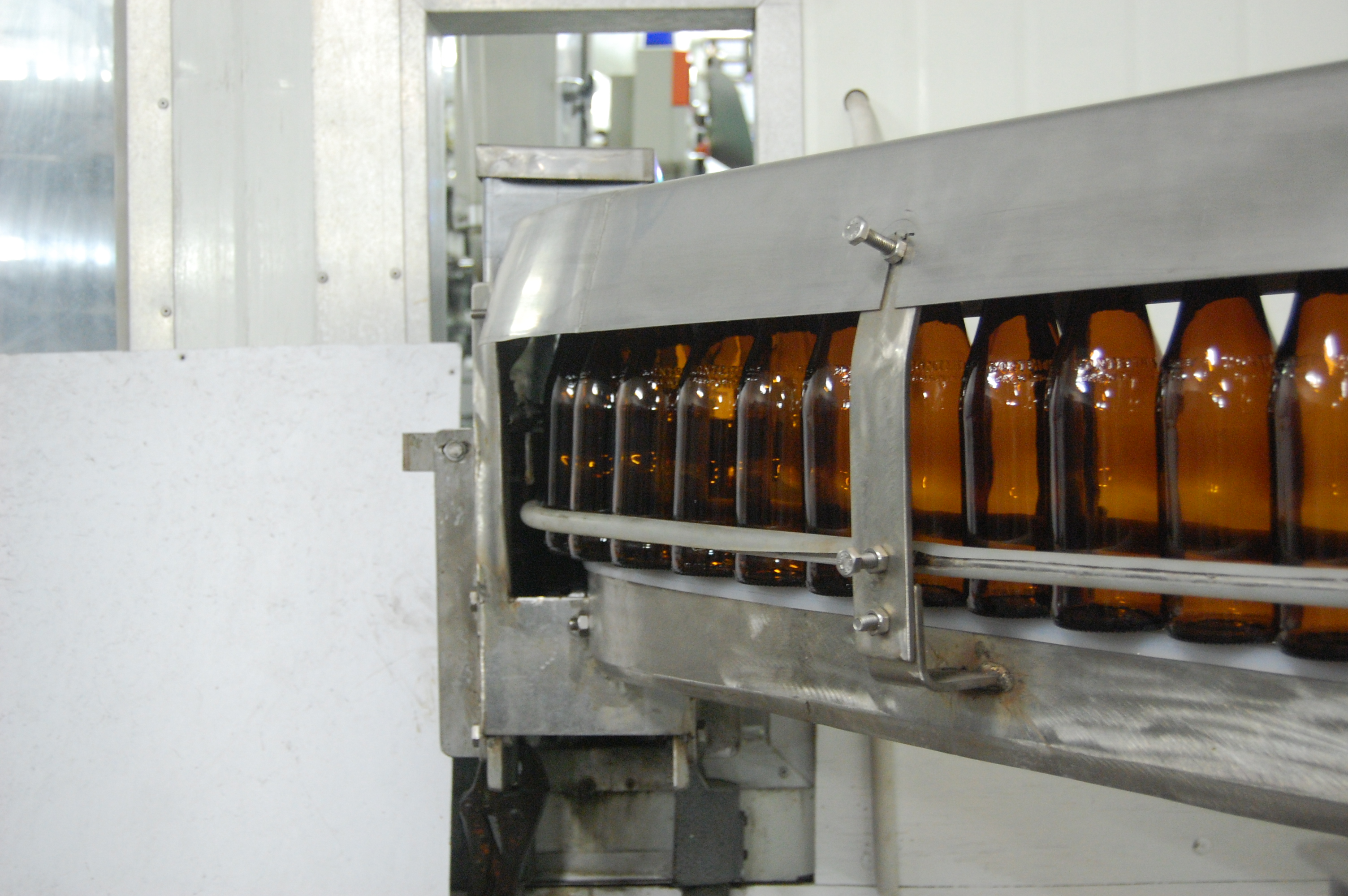
Ligne d'embouteillage à la brasserie Monteith's.

Greymouth est également connu pour son industrie de la taille du pounamu (un nom maori pour le jade) qui remonte aux origines maories du site. La ville possède également sa brasserie locale, Monteith's (en), qui produit depuis 1868 de la bière écoulée dans le pays entier.

## Éducation
Quatre écoles se trouvent dans la zone centrale de Greymouth et d’autres dans les faubourgs et zones adjacentes de Blaketown, Cobden et Karoro.

## Personnalité
- Margaret Butler (1890-1947) : sculptrice et aquarelliste, née à Greymouth.
- Paul Coll (1992-), no 1 mondial en squash, née à Greymouth.